# Chocenický Újezd
Chocenický Újezd (německy Kotzenitzer Aujest) je vesnice, část obce Letiny v okrese Plzeň-jih v Plzeňském kraji. Nachází se asi čtyři kilometry severovýchodně od Letin. Je zde evidováno 53 adres. V roce 2011 zde trvale žilo 103 obyvatel.
Chocenický Újezd je také název katastrálního území o rozloze 2,77 km².

## Historie
První písemná zmínka o vesnici pochází z roku 1381. Obec původně nesla název Šatavův Újezd, podle svého držitele Oldřicha Šatavy z Újezda. Ten správu nad obcí následně předal roku 1549 svým synům, kteří své dědictví rok poté prodali Zikmundovi Broumovi z Miřetic. Újezd v tomto období vystřídal hned několik majitelů, až konečně roku 1609 připadl Anežce Řesenské ze Sedčic a Veselé. Roku 1707 se pak obec stala součástí majetku pánům Černínům. Od nich pak koupil rozsáhlá panství včetně Chocenického Újezda Kristián Vincenc z Valdštejna za 76 tisíc zlatých (dnes cca 1 mld. korun), čímž se obec dostala do správy Valdštejnského rodu, který byl posledním šlechtickým vlastníkem.

## Obyvatelstvo
| Rok            | 1869 | 1880 | 1890 | 1900 | 1910 | 1921 | 1930 | 1950 | 1961 | 1970 | 1980 | 1991 | 2001 | 2011 | 2021 |
| -------------- | ---- | ---- | ---- | ---- | ---- | ---- | ---- | ---- | ---- | ---- | ---- | ---- | ---- | ---- | ---- |
| Počet obyvatel | 217  | 234  | 213  | 192  | 230  | 219  | 222  | 168  | 162  | 132  | 116  | 92   | 76   | 103  | 102  |
| Počet domů     | 32   | 34   | 34   | 34   | 36   | 36   | 40   | 45   | 39   | 36   | 34   | 36   | 40   | 41   | 49   |

## Obecní správa
Při sčítání lidu v letech 1850–1975 Chocenický Újezd byl samostatnou obcí, se kterým patřil nejprve do okresu Plzeň, ale v roce 1950 v okrese Blovice a od roku 1960 v okrese Plzeň-jih. Od 1. ledna 1976 je částí obce Letiny v okrese Plzeň-jih.

## Pamětihodnosti
- Roubený špýchárek u čp. 6
- Kaplička Panny Marie z roku 1829
- Kaple svaté Barbory z konce 17. století